# Anna Eleonora d'Assia-Darmstadt

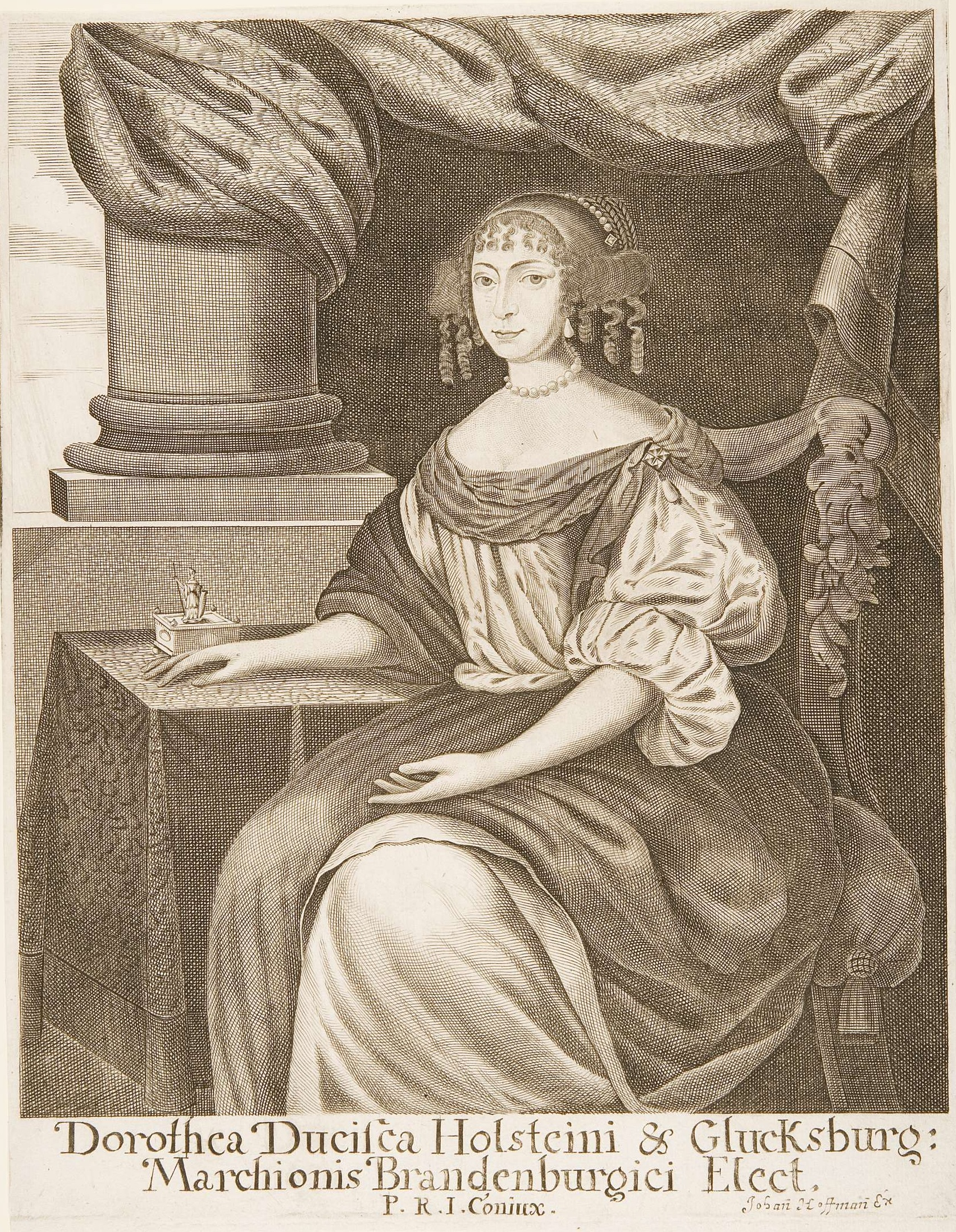
Anna Eleonora d'Assia-Darmstadt.

Anna Eleonora d'Assia-Darmstadt (Darmstadt, 30 luglio 1601 – Herzberg, 6 maggio 1659) fu una nobile dell'Assia-Darmstadt e duchessa di Brunswick-Lüneburg dal 1636 al 1641.

## Biografia
Era figlia di Luigi V d'Assia-Darmstadt, langravio d'Assia-Darmstadt dal 1596 al 1626, e di Maddalena di Brandeburgo.
Il 14 dicembre del 1617 sposò nella città di Darmstadt, nella regione dell'Assia, Giorgio di Brunswick-Lüneburg, figlio cadetto del duca Guglielmo il Giovane di Brunswick-Lüneburg. Il matrimonio, cui presenziò un gran numero di principi, fu celebrato con grande cura. Esso influenzò enormemente la posizione di Giorgio nella guerra in corso tra le casate di Assia-Darmstadt e di Assia-Kassel, che si contendevano l'Assia-Marburg. Anche dopo le nozze, Anna Eleonora mantenne con il padre una fitta corrispondenza di natura politica.
Alla morte del cognato Augusto nel 1636, divenne duchessa consorte di Brunswick-Lüneburg, titolo che mantenne fino alla morte del marito avvenuta il 12 aprile 1641.
Il duca nominò nel suo testamento la moglie tutrice dei loro figli, insieme al fratello ed al cognato. In questa veste, Anna Eleonora appoggiò immediatamente gl'interessi della sua dinastia d'origine, affidando immediatamente al fratello Giovanni il comando delle truppe del Brunswick-Lüneburg.
Anna Eleonora visse fino alla sua morte nel castello di Herzberg am Harz, assegnatole come appannaggio, dove erano nati tutti i suoi figli. È un'antenata della famiglia reale inglese.

## Discendenza
Anna diede al marito otto figli:
- Maddalena (Herzberg, 9 agosto 1618);
- Cristiano Luigi (Herzberg, 25 febbraio 1622-Celle, 15 marzo 1665), che sposò Sofia Dorotea di Schleswig-Holstein-Sonderburg-Glücksburg e fu erede del ducato;
- Giorgio II Guglielmo (Herzberg, 26 gennaio 1624-Wienhausen, 28 agosto 1705), che sposò Éléonore d'Esmier d'Olbreuse;
- Giovanni Federico (Herzberg, 25 aprile 1625-Augusta, 28 dicembre 1679), che sposò Benedetta Enrichetta di Simmern;
- Sofia Amalia (Herzberg, 24 marzo 1628-Copenaghen, 20 febbraio 1685), che sposò Federico III di Danimarca;
- Dorotea Maddalena (Herzberg, 30 novembre 1629-Herzberg, 17 novembre 1630);
- Ernesto Augusto (Herzberg, 30 novembre 1629-Herrenhausen, 2 febbraio 1698), che sposò Sofia di Simmern;
- Anna (20 novembre 1630-13 novembre 1636).

Figlio di Ernesto Augusto di Brunswick-Lüneburg fu il re Giorgio I di Gran Bretagna.

## Ascendenza
|                                 |                              |                               | Genitori                        |  |  | Nonni |  |  | Bisnonni          |  |  | Trisnonni            |  |
|                                 |                              |                               |                                 |  |  |       |  |  | Filippo I d'Assia |  |  | Guglielmo II d'Assia |  |
|                                 |                              |                               |                                 |  |  |       |  |  | Filippo I d'Assia |  |  | Guglielmo II d'Assia |  |
|                                 |                              | Anna di Meclemburgo-Schwerin  |                                 |  |  |       |  |  | Filippo I d'Assia |  |  |                      |  |
| Giorgio I d'Assia-Darmstadt     |                              |                               |                                 |  |  |       |  |  | Filippo I d'Assia |  |  |                      |  |
|                                 |                              | Caterina di Sassonia          | Federico I di Sassonia          |  |  |       |  |  |                   |  |  |                      |  |
|                                 |                              | Caterina di Sassonia          | Federico I di Sassonia          |  |  |       |  |  |                   |  |  |                      |  |
|                                 |                              | Caterina di Sassonia          | Caterina di Brunswick-Lüneburg  |  |  |       |  |  |                   |  |  |                      |  |
| Luigi V d'Assia-Darmstadt       |                              | Caterina di Sassonia          |                                 |  |  |       |  |  |                   |  |  |                      |  |
|                                 |                              | Bernardo VIII di Lippe        | Simone V di Lippe               |  |  |       |  |  |                   |  |  |                      |  |
|                                 |                              | Bernardo VIII di Lippe        | Simone V di Lippe               |  |  |       |  |  |                   |  |  |                      |  |
|                                 |                              | Bernardo VIII di Lippe        | Maddalena di Mansfeld-Mittelort |  |  |       |  |  |                   |  |  |                      |  |
| Maddalena di Lippe              |                              | Bernardo VIII di Lippe        |                                 |  |  |       |  |  |                   |  |  |                      |  |
|                                 |                              | Caterina di Waldeck-Eisenberg | Filippo III di Waldeck          |  |  |       |  |  |                   |  |  |                      |  |
|                                 |                              | Caterina di Waldeck-Eisenberg | Filippo III di Waldeck          |  |  |       |  |  |                   |  |  |                      |  |
|                                 |                              | Caterina di Waldeck-Eisenberg | Anna di Kleve                   |  |  |       |  |  |                   |  |  |                      |  |
| Anna Eleonora d'Assia-Darmstadt |                              | Caterina di Waldeck-Eisenberg |                                 |  |  |       |  |  |                   |  |  |                      |  |
|                                 | Gioacchino II di Brandeburgo | Gioacchino I di Brandeburgo   |                                 |  |  |       |  |  |                   |  |  |                      |  |
|                                 | Gioacchino II di Brandeburgo | Gioacchino I di Brandeburgo   |                                 |  |  |       |  |  |                   |  |  |                      |  |
|                                 | Gioacchino II di Brandeburgo | Elisabetta di Danimarca       |                                 |  |  |       |  |  |                   |  |  |                      |  |
| Giovanni Giorgio di Brandeburgo | Gioacchino II di Brandeburgo |                               |                                 |  |  |       |  |  |                   |  |  |                      |  |
|                                 |                              | Maddalena di Sassonia         | Giorgio di Sassonia             |  |  |       |  |  |                   |  |  |                      |  |
|                                 |                              | Maddalena di Sassonia         | Giorgio di Sassonia             |  |  |       |  |  |                   |  |  |                      |  |
|                                 |                              | Maddalena di Sassonia         | Barbara Jagellona               |  |  |       |  |  |                   |  |  |                      |  |
| Maddalena di Brandeburgo        |                              | Maddalena di Sassonia         |                                 |  |  |       |  |  |                   |  |  |                      |  |
|                                 |                              | Gioacchino Ernesto di Anhalt  | Giovanni II di Anhalt-Dessau    |  |  |       |  |  |                   |  |  |                      |  |
|                                 |                              | Gioacchino Ernesto di Anhalt  | Giovanni II di Anhalt-Dessau    |  |  |       |  |  |                   |  |  |                      |  |
|                                 |                              | Gioacchino Ernesto di Anhalt  | Margherita di Brandeburgo       |  |  |       |  |  |                   |  |  |                      |  |
| Elisabetta di Anhalt-Zerbst     |                              | Gioacchino Ernesto di Anhalt  |                                 |  |  |       |  |  |                   |  |  |                      |  |
|                                 |                              | Agnese di Barby               | Wolfgang von Barby              |  |  |       |  |  |                   |  |  |                      |  |
|                                 |                              | Agnese di Barby               | Wolfgang von Barby              |  |  |       |  |  |                   |  |  |                      |  |
|                                 |                              | Agnese di Barby               | …                               |  |  |       |  |  |                   |  |  |                      |  |
|                                 |                              | Agnese di Barby               |                                 |  |  |       |  |  |                   |  |  |                      |  |